# Eric Young (wielrenner)
Eric Young (Boulder, 26 februari 1989) is een Amerikaans voormalig baan en wegwielrenner die in 2020 en 2021 voor de wielerploeg Elevate-Webiplex Pro Cycling reed. Hij werd in 2011 en 2013 Amerikaans kampioen op het criterium.

## Baanwielrennen

### Palmares
| Jaar | AK                                              | P-AK                                                | WK                                       | Overig |
| ---- | ----------------------------------------------- | --------------------------------------------------- | ---------------------------------------- | ------ |
| 2010 | 8e 1km tijdrit 9e puntenkoers                   |                                                     |                                          |        |
| 2017 |                                                 | puntenkoers · ploegenachtervolging · 4e 1km tijdrit |                                          |        |
| 2018 |                                                 | ploegenachtervolging · 6e 1km tijdrit               | 13e ploegenachtervolging 19e puntenkoers |        |
| 2019 | scratch · 1km tijdrit · koppelkoers · 5e omnium | ploegenachtervolging · 5e 1km tijdrit               | 11e ploegenachtervolging                 |        |

## Wegwielrennen

### Belangrijkste overwinningen
2011
 Amerikaans kampioen criterium, Elite
2012
3e etappe San Dimas Stage Race
2e etappe Ronde van de Gila
Puntenklassement Ronde van de Gila
2013
2e en 4e etappe Ronde van Korea
 Amerikaans kampioen criterium, Elite
2014
6e etappe Ronde van Mexico
1e en 2e etappe Grote Prijs van Saguenay
5e etappe Ronde van Utah
2015
2e etappe Ronde van de Gila
Ronde van Delta
2016
Proloog Istrian Spring Trophy
4e etappe Grote Prijs van Saguenay
2017
3e etappe Joe Martin Stage Race
2e en 4e etappe Ronde van de Gila
2019
4e etappe Ronde van de Gila
2020
1e, 4e en 5e etappe Ronde van Taiwan
Puntenklassement Ronde van Taiwan

## Ploegen
- 2011 –  Bissell Cycling
- 2012 –  Bissell Cycling
- 2013 –  Optum p/b Kelly Benefit Strategies
- 2014 –  Optum p/b Kelly Benefit Strategies
- 2015 –  Optum p/b Kelly Benefit Strategies
- 2016 –  Rally Cycling
- 2017 –  Rally Cycling
- 2018 –  Rally Cycling
- 2019 –  Elevate-KHS Pro Cycling
- 2020 –  Elevate-Webiplex Pro Cycling
- 2021 –  Elevate-Webiplex Pro Cycling

Anderson · Anthony · Britton · Carpenter · Dal-Cin · de Vos · Ellsay · Huff · Huffman · Joyce · Magner · McNulty · Murphy · Oronte · Pate · Young